# 勒蘇爾 (明尼蘇達州)
勒蘇爾（英語：Le Sueur）是一個位於美國明尼蘇達州勒蘇爾縣及錫布利縣的城市。

## 人口
根據2020年美國人口普查的數據，勒蘇爾的面積為14.09平方千米，當中陸地面積為13.46平方千米，而水域面積為0.63平方千米。當地共有人口4213人，而人口密度為每平方千米299人。